# Martin Jonáš
Martin Jonáš (* 1979) je český novinář a reportér, v letech 2012 až 2015 a opět v letech 2019 až 2022 zahraniční zpravodaj České televize v Německu.

## Život
Vystudoval mezinárodní studia na Fakultě sociálních věd (FSV) Univerzity Karlovy v Praze a politologii na německé Humboldt-Universität zu Berlin.
Od roku 2005 pracoval v zahraniční redakci televize Nova, od roku 2007 působil v zahraniční redakci České televize. Od 1. července 2012 se stal zahraničním zpravodajem ČT v Berlíně. V Německu působil do konce roku 2015, pak jej nahradil Václav Černohorský. V letech 2016 a 2017 pracoval pro internetovou firmu Seznam.cz, která spustila vlastní zpravodajský servis Seznam Zprávy.
V lednu 2018 se vrátil do zahraniční redakce České televize a od ledna 2019 se po několikaleté pauze stal opět zahraničním zpravodajem ČT v německém Berlíně. V Německu působil do konce června 2022, kdy jej vystřídal Pavel Polák. Jonáš se vrátil zpět do ČR, v roce 2023 moderuje např. Interview ČT24. V říjnu 2024 oznámil, že v polovině listopadu opětovně odejde z ČT do redakce Seznam Zpráv. Toto prohlášení zveřejnil cca měsíc a půl po odchodu Nory Fridrichové z veřejnoprávní televize následující zrušení pořadu 168 hodin, Jonáš sám ale zdůraznil, že z ČT odchází v dobrém.
Na Institutu komunikačních studií a žurnalistiky FSV UK v Praze přednáší politickou geografii. V říjnu 2021 mu vyšla kniha o éře kancléřky Angely Merkelové Fenomén Angela Merkelová: Portrét jedné éry (Argo) (ISBN 978-80-257-3598-5).
Jeho manželkou je Veronika Jonášová, roz. Švihelová.